# 莫尔拉克
莫尔拉克（法語：Morlac，法語發音：[mɔʁlak]）是法国谢尔省的一个市镇，属于圣阿芒蒙龙区。

## 地理
莫尔拉克（46°43'9"N, 2°18'30"E）面积32.38 平方千米，位于法国中央-卢瓦尔河谷大区谢尔省，该省份为法国中部省份，北起卢瓦雷省，西接卢瓦-谢尔省和安德尔省，南至克勒兹省，东南接阿列省，东临涅夫勒省。
与莫尔拉克接壤的市镇（或旧市镇、城区）包括：尚邦、伊德圣罗克、伊讷伊、马尔赛、圣皮埃尔莱布瓦、瓦勒奈。

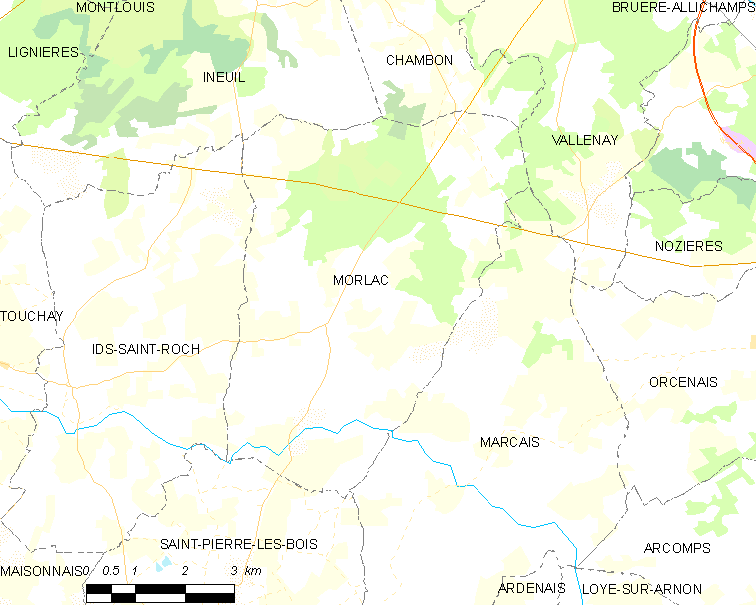
莫尔拉克的OSM定位图

莫尔拉克的时区为UTC+01:00、UTC+02:00（夏令时）。

## 行政
莫尔拉克的邮政编码为18170，INSEE市镇编码为18153。

## 政治
莫尔拉克所属的省级选区为沙托梅扬县。

## 人口

1962-2008年间莫尔拉克人口变化图示

莫尔拉克于2022年1月1日时的人口数量为274人。